# 红耀乡
红耀乡，是中华人民共和国宁夏回族自治区固原市西吉县下辖的一个乡镇级行政单位。

## 行政区划
红耀乡下辖以下地区：
红耀村、关儿岔村、大堡村、井湾村、小庄村、小堡村、小岔沟村、驼昌村、张白湾村和前庄村。